# Nedbank
Nedbank es uno de los mayores bancos de Sudáfrica, a pesar de ser uno de los bancos más jóvenes en incorporarse. Tiene su sede en Johannesburgo. Su capitalización de mercado era de ZAR:509.700 millones (aproximadamente US$73.000 millones), a 31 de diciembre de 2009.

## Historia
Originalmente formado en 1888 en Ámsterdam como el Nederlandsche Bank en Credietvereeniging ("Banco Holandés y Credit Union"). Dieciocho años más tarde, en 1906, el banco se expandió y abrió una oficina en Londres. El banco se expandió a Sudáfrica en 1951, incorporándose como Netherlands Bank of South Africa Limited (Banco Holandés de Sudáfrica). La cantidad de accionistas sudafricanos aumentó en gran número, y en 1969 la compañía era 100% sudafricana después de que el Bank Mees en Hope comprara el 20 por ciento de las acciones.
En 1992, el nombre del banco fue cambiado a Nedcor Bank Limited, de donde Nedbank se convirtió en la división más grande. En 1992, Syfrets, UAL, y Nedbank Investment Bank se fusionaron para convertirse en Nedcor Investment Bank (NIB). Old Mutual, el holding Nedcor, fue desmutualizado y listado en la bolsa de Londres en 1999. Se convirtió en miembro del índice FTSE 100. Nedbank adquirió el banco privado con negocios en la isla de Man y Jersey Robert Fleming & Co en 2001. 
El nuevo Grupo Nedcor fue formado el 1 de enero de 2003, combinando el Nedcor, BoE, Nedcor Investment Bank, y Cape of Good Hope Bank en una entidad legal única. El Grupo Nedcor fue renombrado como Grupo Nedbank el 6 de mayo de 2005. La sede de Nedbank se encuentra en Sandton, Sudáfrica. En agosto de 2009, Nedbank adquirió el 49,9% del Imperial Bank South Africa que no poseía, así que el Imperial Bank South Africa es ahora propiedad totalmente de Nedbank.

## Grupo Nedbank
El Grupo Nedbank es un holding que agrupa todos los negocios de Nebank, subsidiarias y afiliadas. Estas subsidiarias y afiliadas incluyen las siguientes:
Subsidiarias sudafricanas
- Nedbank Limited - 100% de las acciones
- Imperial Bank South Africa - 100% de las acciones
- Nedcor Investment Limited - 100% de las acciones
- Nedgroup Investment 102 Limited - 100% de las acciones
- B.o.E. Holdings Limited - 100% de las acciones
- Nedgroup Collective Investments Limited - 100% de las acciones
- The Board of Executors - 100% de las acciones
- Nedgroup Wealth Management Limited - 100% de las acciones
- NBS Boland Group Limited - 100% de las acciones
- B.o.E Life Limited - 100% de las acciones
- Nedgroup Securities (Pty) Limited - 100% de las acciones

Subsidiarias extranjeras
- NedEurope Limited - 100% de las acciones
- Nedbank Malawi Limited - 97% de las acciones
- NedNamibia Holdings Limited - 100% de las acciones
- Tando AG - 100% de las acciones
- Alliance Investments Limited - 100% de las acciones
- MN Holdings Limited - 100% de las acciones
- MBCA Bank Limited - 100% de las acciones
- Nedbank Lesotho Limited - 100% de las acciones
- Nedbank Swaziland Limited - 67.2% de las acciones
- Nedcor Trade Services Limited - 100% de las acciones

## Oferta de compra del HSBC
El 23 de agosto de 2010, HSBC hizo una oferta para adquirir el 70% del Nedbank en un acuerdo por valor de R49.900 millones (US$6.800 millones). Si el acuerdo hubiera obtenido la aprobación del gobierno de Sudáfrica con esta compra el HSBC hubiera conseguido una fuerte presencia en el sector de los servicios financieros en África. El 15 de octubre de 2010 HSBC retiró su oferta por el Nedbank después de expirar el plazo del acuerdo de exclusividad.